# Hải Thái
Hải Thái là một xã cũ nằm ở phía tây nam của huyện Gio Linh, tỉnh Quảng Trị, Việt Nam.

## Lịch sử
Ngày 16 tháng 6 năm 2025, Ủy ban Thường vụ Quốc hội ban hành Nghị quyết số 1680/NQ-UBTVQH15 về việc sắp xếp các đơn vị hành chính cấp xã của tỉnh Quảng Trị năm 2025. Theo đó, sắp xếp toàn bộ diện tích tự nhiên, quy mô dân số của các xã Hải Thái, xã Linh Trường, xã Gio An, xã Gio Sơn thành xã mới có tên gọi là xã Cồn Tiên.

## Địa lý
Xã Hải Thái nằm ở phía tây huyện Gio Linh, có vị trí địa lý:
- Phía bắc giáp các xã Gio An và Gio Sơn
- Phía đông giáp xã Linh Hải
- Phía nam giáp huyện Cam Lộ
- Phía tây giáp xã Linh Thượng và huyện Cam Lộ.

## Hành chính
Xã Hải Thái được chia thành 5 thôn: An Phú, Hải An, Hải Hoà, Trường Trí, Trường Thọ.

## Văn hóa
Không những thế Hải Thái còn là mảnh đất anh hùng, địa linh nhân kiệt. Con người Hải Thái vô cùng thân thiện, yêu thiên nhiên, cuộc sống và đặc biệt là có tâm hồn trong sáng,...